# Jenynsia
Jenynsia là một chi cá nước ngọt trong họ cá Anablepidae thuộc bộ cá chép răng Cyprinodontiformes. Giống như các loài của chi Anableps, chúng là cá sinh con một bên: một số nguồn chỉ ra rằng chúng chỉ giao phối ở một bên, những con đực thuận phải giao phối với những con cái thuận trái và ngược lại. Tuy nhiên, những nguồn khác lại không ghi nhận điều này. Chúng là các loài cá bản địa của vùng Nam Mỹ Phân bố ở bồn địa sông Río de la Plata cho tới vùng bờ biển Đại Tây Dương tại tỉnh Río Negro, Argentina, và thành phố Rio de Janeiro, Brazil, và trên dãy Andes ở phía Bắc Argentina và phía Nam Bolivia.

## Các loài
Hiện tại 14 loài được ghi nhận trong chi này:
- Jenynsia alternimaculata (Fowler, 1940)
- Jenynsia darwini Amorim, 2018
- Jenynsia diphyes Lucinda, Ghedotti & da Graҫa, 2006[6]
- Jenynsia eigenmanni (Haseman, 1911)
- Jenynsia eirmostigma Ghedotti & S. H. Weitzman, 1995
- Jenynsia lineata (Jenyns, 1842)
- Jenynsia luxata Aguilera, Mirande, Calviño & Lobo, 2013[5]
- Jenynsia maculata Regan, 1906
- Jenynsia multidentata (Jenyns, 1842)
- Jenynsia obscura (Weyenbergh (de), 1877)
- Jenynsia onca Lucinda, R. E. dos Reis & Quevedo, 2002
- Jenynsia sanctaecatarinae Ghedotti & S. H. Weitzman, 1996
- Jenynsia tucumana Aguilera & Mirande, 2005[7]
- Jenynsia unitaenia Ghedotti & S. H. Weitzman, 1995
- Jenynsia weitzmani Ghedotti, A. D. Meisner & Lucinda, 2001[3]